# Manuel D. Benavides
Manuel Domínguez Benavides (Puenteareas, Pontevedra, España, 19 de abril de 1895 - México, 19 de octubre de 1947) fue un periodista, escritor y político socialista español. Autor en 1934 de El último pirata del Mediterráneo, biografía novelada del banquero mallorquín Juan March (quien a pesar de comprar gran parte de la edición para destruirla no pudo evitar que consiguiese un importante éxito editorial), relato por el que fue encarcelado y coaccionado al punto de tener que exiliarse.

## Biografía
Autodidacta, se formó en las Casas del Pueblo y los ateneos populares. Con este bagaje cultural ingresó en la Universidad de Santiago, se licenció en Derecho en 1916 y consiguió título de maestro superior al año siguiente. No ejerció la abogacía ni la enseñanza, pero fue funcionario de Ministerio de Hacienda y desarrolló una intensa actividad periodística como corresponsal en París de las publicaciones Ahora, El Liberal, Treball y Estampa (de la que fue redactor desde 1928 a 1937). 
Como novelista, con 26 años, ganó el premio Gregorio Pueyo, con su novela Lamentación. En ese periodo inicial escribió una comedia, El protagonista de la virtud, con la que obtuvo en 1928 el segundo premio en un concurso del diario ABC. Residió en Madrid y Barcelona, militando en el PSOE. En 1933, publicó su primera novela social Un hombre de treinta años, de corte autobiográfico, en el que de forma realista expone la evolución de un periodista en un amplio horizonte de la España republicana con singular penetración en el análisis social y un estilo muy sólido. Le siguió El último pirata del Mediterráneo, sobre Juan March, uno de los grandes éxitos populares de la época (1934). 
Políticamente se aproximó al socialismo en 1932, cuando se afilió en la Agrupación Socialista Madrileña. Como consecuencia de los sucesos revolucionarios de octubre de 1934, fue encarcelado durante dos meses. Tras su salida de la cárcel se exilió en París, y permaneció allí tras el triunfo del Frente Popular en las elecciones de febrero de 1936.
Tras el estallido de la guerra civil volvió a España, siendo nombrado posteriormente comisario de la flota republicana. En 1938 asistió junto a José Bergamín y José María Quiroga Pla, a la Conferencia extraordinaria de la Asociación Internacional de Escritores para la Defensa de la Cultura.
Cuando terminó la guerra, se exilió en México, donde militó en el Círculo Jaime Vera del PSOE, que agrupaba a los seguidores de Negrín. Poco antes de su fallecimiento, pasó al PCE. Fue secretario de redacción de la revista Reconquista de España, desenvolviendo además una incansable labor como escritor, publicando varias novelas sobre episodios de la guerra civil, entre ellas, la más conocida, La Escuadra la mandan los cabos, aparecida en 1944. Según el historiador y periodista Carlos Fernández Santander, Domínguez Benavides podría ser el autor que, bajo el pseudónimo de Hernán Quijano, escribió Galicia Mártir - Episodios del terror blanco en las provincias gallegas, que fue reeditado como Galicia bajo la bota de Franco. Este libro, publicado en París y Argentina en 1938, narra la sublevación militar y la feroz represión en las provincias de Pontevedra y La Coruña entre agosto y diciembre de 1936. Murió en el exilio en México, en 1947.

## Obras

### Narrativa
- Lamentación (1922),
- En lo más hondo (1923),
- Cándido, hijo de Cándido (1924),
- Un hombre de treinta años (1933),
- El último pirata del Mediterráneo (1934),
- La revolución fue así (Octubre rojo y negro) (1935),
- Curas y mendigos (1936),
- El crimen de Europa (Nuestra guerra) (1937),
- Galicia Mártir. Episodios del terror blanco en las provincias gallegas (1938) -con el seudónimo de "Hernán Quijano"-
- Los nuevos profetas (1942),
- La escuadra la mandan los cabos (1944),
- Guerra y revolución en Cataluña (1946),
- Soy del quinto regimiento (póstumo)
- La historia se hace en Madrid (póstumo)

### Teatro
- El protagonista de la virtud (1928)
- El hombre, la mujer y el diablo